# Kanał Trynka
Kanał Trynka – jest ciekiem sztucznym o długości 10 km i powierzchni zlewni 23 km². Swój początek bierze z Osy w miejscowości Kłódka. Ciek przepływa przez Jezioro Tarpno i uchodzi do Wisły w granicach miasta Grudziądza.
Kanał został zbudowany w XVI w. i dostarczał wodę na potrzeby Grudziądza oraz stanowił odbiornik ścieków.
Według legendy, Kanał Trynka został zaprojektowany przez Mikołaja Kopernika w czasie jego pobytu w Grudziądzu na Sejmiku Generalnym Prus Królewskich w 1522 r. Otwarcie Kanału nastąpiło w 1552 r., podczas pobytu króla Zygmunta Augusta w Grudziądzu.